# Пашаджиково
 Тази статия е за Пашаджиково.  За Полски Пашаджик вижте Чифлик (община Чешиново-Облешево).  
Пашаджиково или Пашаджик (на македонска литературна норма: Пашаџиково) е село в източната част на Северна Македония, част от Община Кочани.

## География
Селото е разположено на около 20 километра североизточно от град Кочани, високо в Осоговската планина.

## История
В XIX век Пашаджиково е българско село в Кочанска кааза на Османската империя. Според статистиката на Васил Кънчов („Македония. Етнография и статистика“) от 1900 година селото има 100 жители, всички българи християни.
Според патриаршеския митрополит Фирмилиан в 1902 година в Пашаджичово има 13 сръбски патриаршистки къщи. Според Христо Силянов след Илинденското въстание в 1904 година цялото село минава под върховенството на Българската екзархия, но по данни на секретаря на екзархията Димитър Мишев („La Macédoine et sa Population Chrétienne“) през 1905 година в Пашаджиково (Pachadjik) има 88 жители патриаршисти сърбомани. Според секретен доклад на българското консулство в Скопие 14 от 28 къщи в селото през 1904 година под натиска на сръбската пропаганда в Македония признават Цариградската патриаршия, но след Младотурската революция от 1908 година се връщат към Българската екзархия.
Според преброяване от 2002 селото е обезлюдено и има 27 изоставени къщи.

## Личности
Починали в Пашаджиково
- Димитър Светогорски, български военен деец, подпоручик, загинал през Междусъюзническа война[7]